# Сельдь (посёлок)
Сельдь — посёлок в границах Ульяновска на окраине города. До 1976 года был самостоятельным посёлком, затем включён в состав территории города в качестве микрорайона. Входит в состав Ленинского района Ульяновска. Через посёлок протекает одноимённая река, впадающая в Свиягу.

## История
Сельдинская слобода основана в 1648 году, одновременно с построением города-крепости Симбирска и Симбирской черты. Расположена в 4,5 верстах от Симбирска. Сюда были переведены сто человек крестьян из большого села Федоровского, Казанского уезда, с наделением землёй: 1812 четвертей (1218 десятин) на пашню и 405 десятин сенных покосов.
В 1652 году дана была пятидесятникам Сельдинской слободы, Баженке Иудину да Панке Григорову, благословенная грамота на строение в слободе церкви «на один престол», во имя Архангела Михаила, и по писцовым книгам 1654 года эта церковь «прибыла вновь в оклад». 
В 1780 году Селдинская слобода, пахотных солдат, — в Симбирском уезде Симбирского наместничества.
Каменная церковь построена в 1782 году симбирским купцом Есиным. В церкви хранится чудотворная икона Божией Матери «Нечаянная Радость» (празднуется 1-го мая). Местные старожилы рассказывают, что эта икона прежде принадлежала проживавшему в г. Симбирске капитану Фёдору Васильевичу Петрову, которому досталась от родных, как фамильная святыня. Во всех походах капитан Петров не расставался с иконою и она хранила его. Чувствуя приближение смерти и будучи одиноким, капитан Петров пожелал передать икону, после своей смерти, в какую либо бедную сельскую церковь. Случайно встретившись со священником сельской церкви Сельдинской слободы и убедившись из разговора с ним, что этот церковный приход очень беден, капитан Петров завещал икону в церковь села Сельдинской слободы, куда она и была перенесена после его смерти, последовавшей в 1853 году. По другой версии, капитан Петров был хорошо знаком с бывшим тогда в селе Сельдинской слободе священником Флоринским и, пригласив его к себе перед кончиной, просил взять икону в церковь, что отец Флоринский и исполнил. В летописи Михайло-Архангельской церкви села Сельдинской слободы записано несколько случаев чудотворений от иконы Божьей Матери «Нечаянная Радость».
В 1839 году в селе Сельде открыто было училище для мальчиков всех одиннадцати селений, находившихся тогда в ведении Сельдинского удельного приказа; ученики принимались в училище по жребию. В 1860 году, когда и в других сёлах приказа построили школы. В семидесятых годах 19-го столетия была здесь и женская школа: жена местного священника учила девочек безвозмездно, но с переводом священника в другой приход, женская школа прекратила своё существование.
В 1861 году село вошло в Сельдинскую волость Симбирского уезда Симбирской губернии.
В 1918 году создан Мостовской сельсовет, в который вошло и село Сельдь.
С 1918 г. в селе начали создаваться в форме сельскохозяйственных коммун, сельскохозяйственных артелей, товариществ по совместной обработке земли и др. Массовая коллективизация, начавшаяся с 1929 году, практически завершилась в 1936 году, поэтому в 1934 году в селе был создан Советское хозяйство (совхоз) Ульяновского завода по технической переработке плодов, Самарского «Садвинтреста» плодового управления Народного Комиссариата земледелия СССР с. Сельдь Ульяновского района Средневолжского края. В 1957 году переименован в совхоз «Сельдинский».
28 апреля 1976 года село вошло в состав Ленинского района г. Ульяновска.

## Население
На 1780 год в ней жило 91 ревизская душа. Во время генерального межевания, в 1798 году, в посёлке было 48 дворов пахотных солдат (120 муж. и 138 жен.). Во время освобождения крестьян население здесь почти удвоилось; тем не менее общество крестьян, бывших удельных, на 216 ревизских душ (86 дворов), получило в надел значительно меньше земли.

## Транспорт
В посёлок ходит автобус 27 «Автозавод-Сурова (ул. Старосельдинская)».